# Himenio
El himenio es la parte fértil del basidiocarpo de los basidiomicetos y de los ascocarpos de los ascomicetos, formada por los basidios o ascas dependiendo de la clase del hongo y, cuando existen, por los filamentos estériles que los conectan al basidiocarpo o al ascocarpo (estos filamentos se llaman cistidios en los basidiomicetos). A menudo los cistidios son importantes para la identificación microscópica.
La posición del himenio tradicionalmente es la primera característica utilizada para la clasificación e identificación de los hongos. A continuación se presentan algunos ejemplo de diversos tipos que existen entre los basidiomicetos y ascomicetos macroscópicos.
- En los hongos del orden Agaricales el himenio se encuentra en las caras verticales de las láminas.
- En del orden Boletales se encuentra en la masa esponjosa de los tubos que apuntan hacia abajo.
- En del orden Phallales se desarrolla internamente y luego es expuesta mediante un gel de olor desagradable.
- En los del género Lycoperdon es interna.
- En los de la familia Pezizaceae, se encuentra en la superficie cóncava de la taza.
- En los del género Hydnum, crece en el lado externo de las espinas con forma de dientes.

## Galería

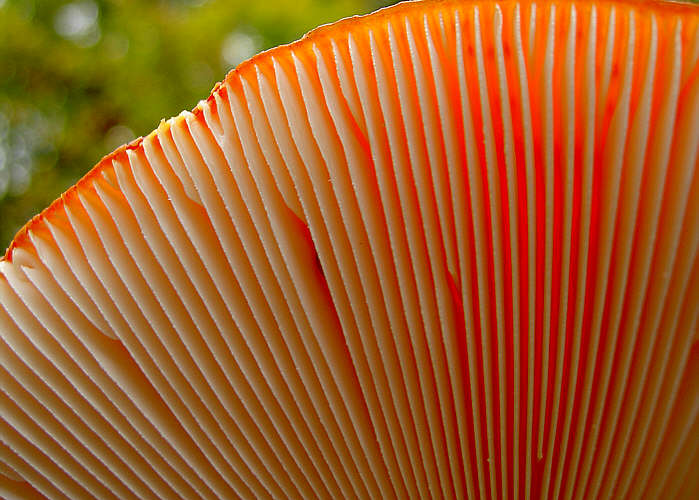
Lamelas de un ejemplar de Amanita muscaria
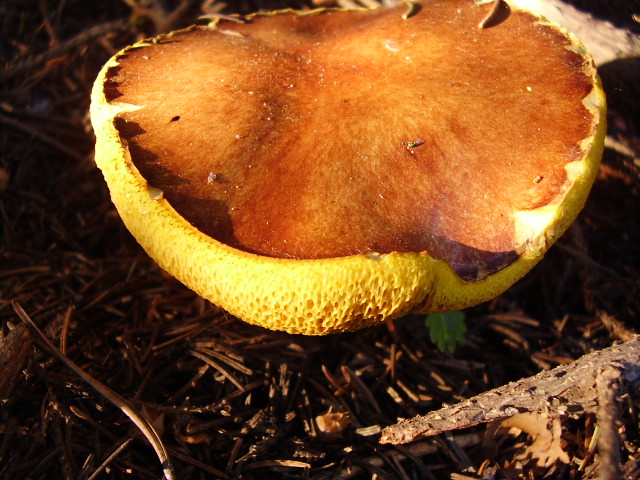
Suillus luteus, del orden Boletales con poros de amarillo fuerte
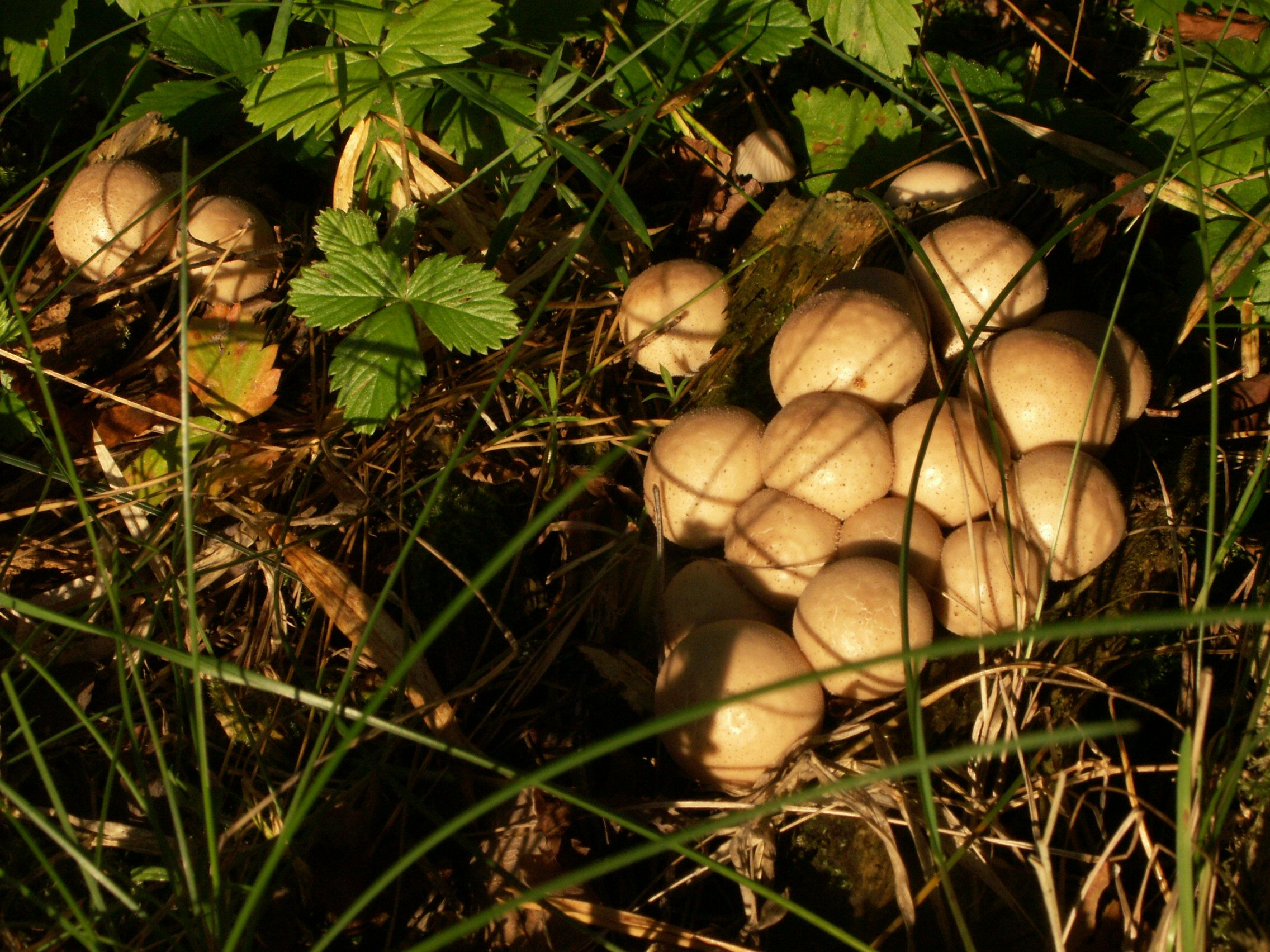
Lycoperdon pyriforme o cuesco de lobo
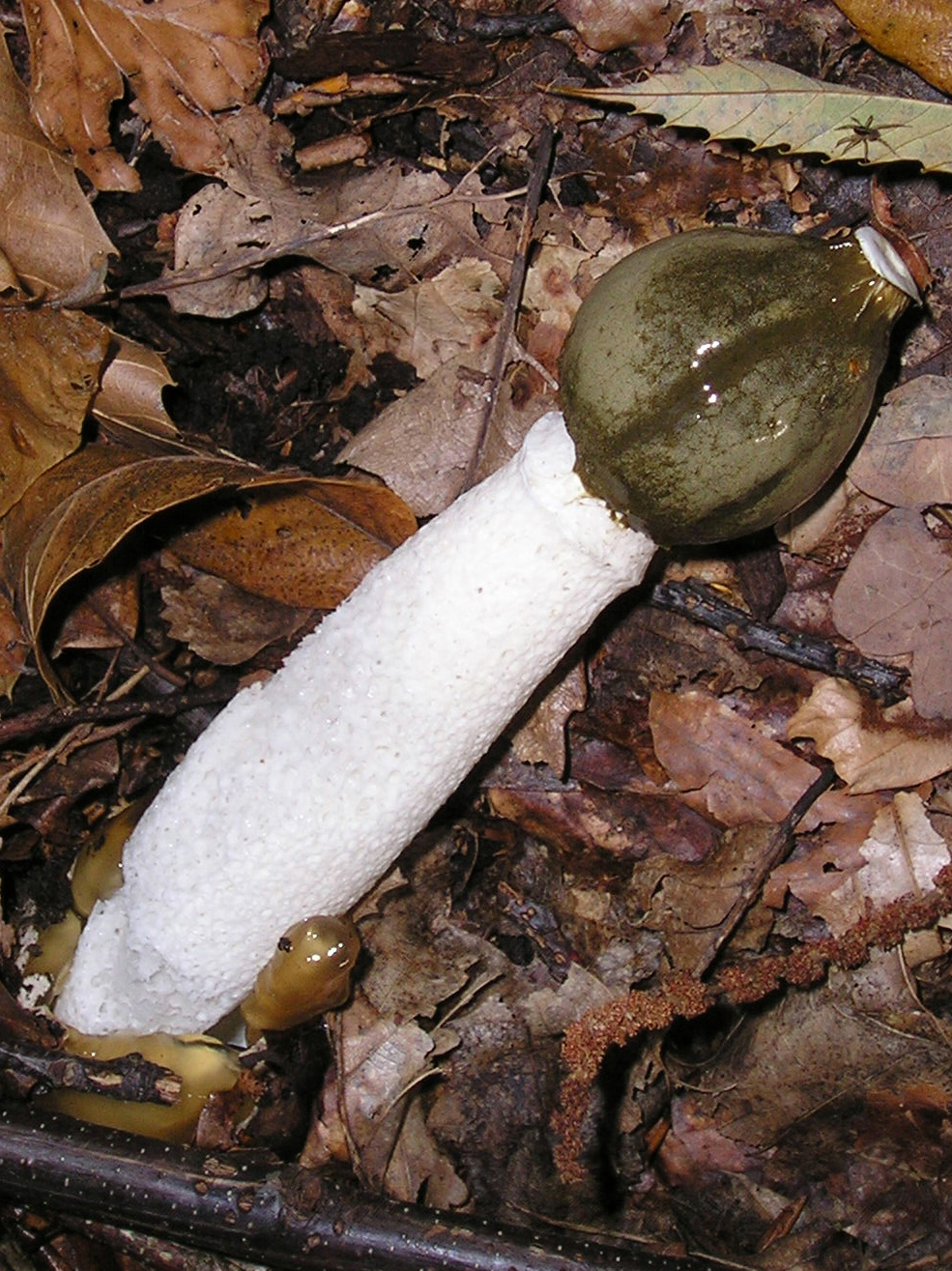
Un ejemplar de Phallus impudicus
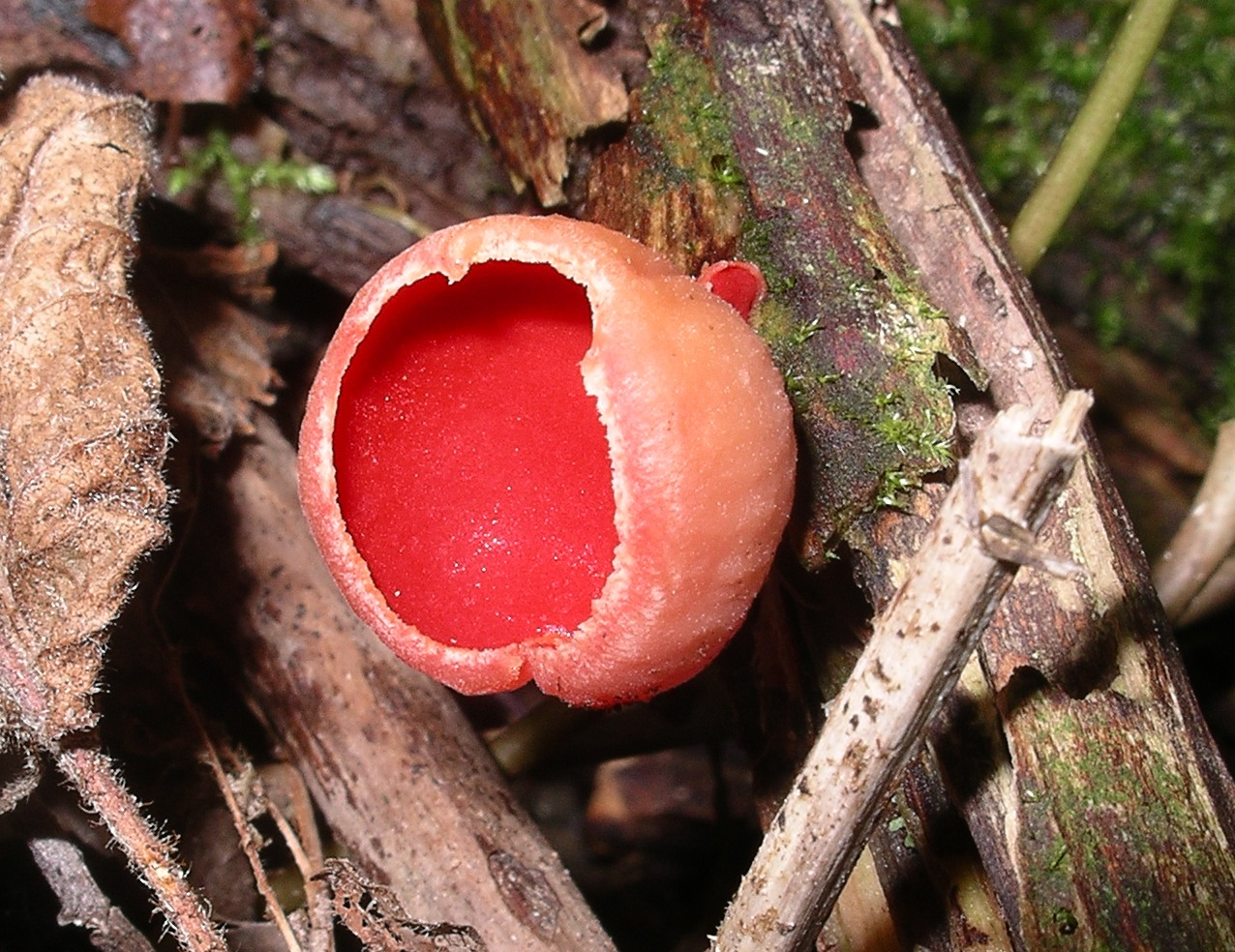
La copa del hongo Sarcoscypha austriaca
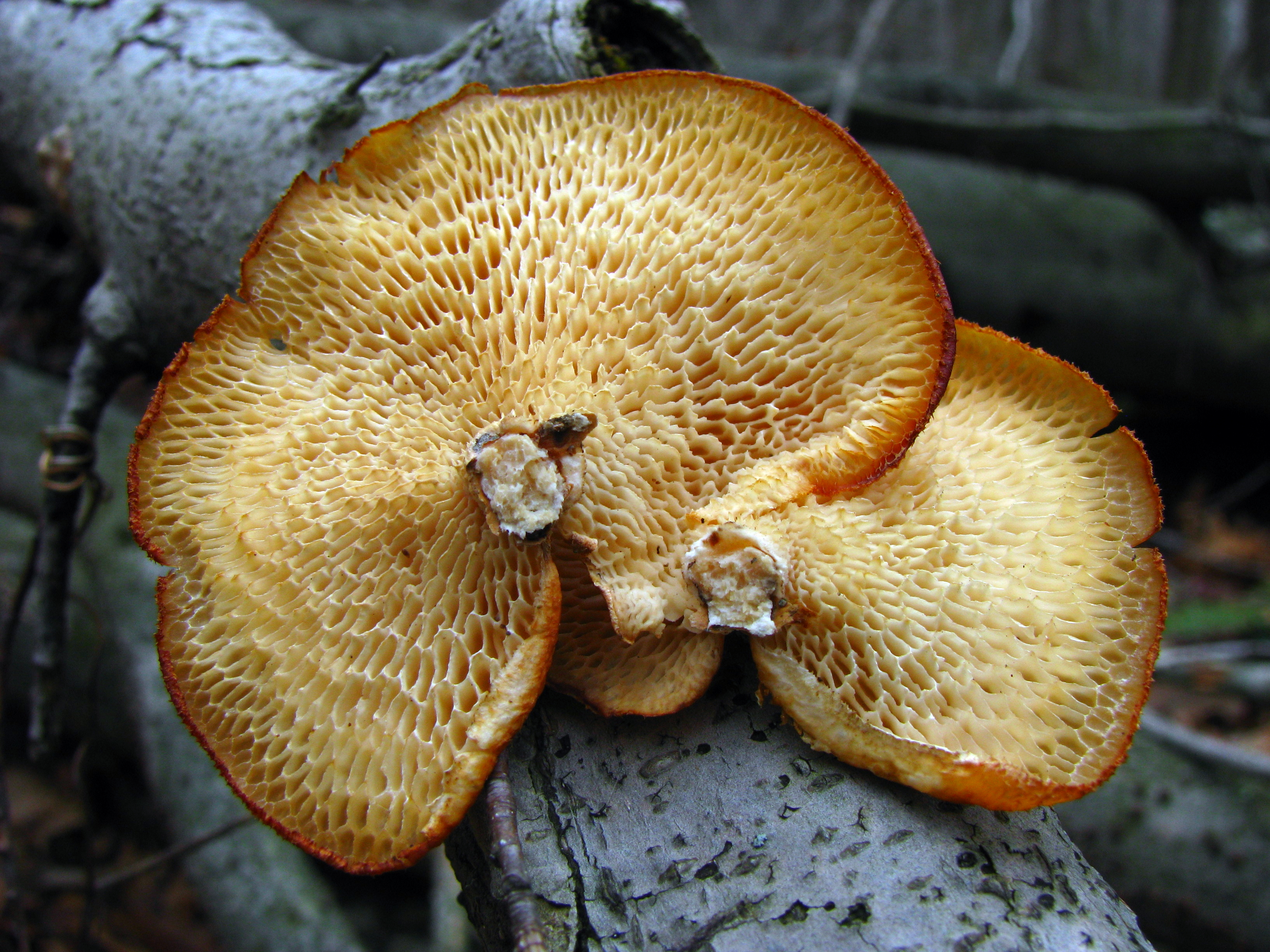
Grandes poros angulares del Polyporus alveolaris, un políporo con poros hexagonales